# برند کیپ
برند کیپ (انگلیسی: Bernd Kipp؛ زادهٔ ۱۲ اوت ۱۹۴۸) بازیکن فوتبال اهل آلمان است.
از باشگاه‌هایی که در آن بازی کرده‌است می‌توان به باشگاه فوتبال فورتونا دوسلدورف اشاره کرد.